# Sant'Antonio da Padova in Via Tuscolana (titolo cardinalizio)
Sant'Antonio da Padova in Via Tuscolana (in latino: Titulus Sancti Antonii Patavini in via Tusculana) è un titolo cardinalizio istituito da papa Paolo VI il 5 marzo 1973 con la costituzione apostolica Purpuratis Patribus. Il titolo insiste sulla chiesa dei Santi Antonio di Padova e Annibale Maria, la quale è retta dai Rogazionisti.
Dal 28 giugno 2017 il titolare è il cardinale Jean Zerbo, arcivescovo emerito di Bamako.

## La chiesa sulla quale insiste il titolo
La chiesa dei Santi Antonio di Padova e Annibale Maria fu costruita su progetto di Raffaele Bocconi negli anni 1947-1948 e consacrata dal cardinale Luigi Traglia il 27 maggio 1965. Due lapidi interne alla chiesa ricordano che due pontefici l'hanno visitata, papa Paolo VI nel 1974 e papa Giovanni Paolo II nel 1979.
La chiesa è sede parrocchiale, istituita nel 1956 ed affidata ai padri rogazionisti, proprietari dell'edificio, il cui fondatore, Annibale Maria Di Francia, è uno dei contitolari della chiesa.
La facciata è scandita da un portale sormontato da cinque grandi finestre affiancate tra loro, e termina a forma di timpano. L'interno è a tre navate con cappelle laterali; la navata centrale è molto più ampia rispetto alle due laterali.
All'interno è ospitato un tabernacolo in alabastro e diverse sculture in bronzo. Il campanile è il più alto di Roma con i suoi 47 metri.

## Titolari
- Paulo Evaristo Arns, O.F.M. (5 marzo 1973 - 14 dicembre 2016 deceduto)
- Jean Zerbo, dal 28 giugno 2017